# Paul Jaulmes
Paul Jaulmes est un professeur de pharmacie et d'œnologie français, né le 3 février 1904 à Saint-Gaudens et mort le 24 février 1993 à Montpellier. Connu pour ses travaux sur l'analyse physico-chimique du vin, il est notamment à l'origine de l'enseignement universitaire de l'œnologie.

## Biographie
Paul René Arnaud Jaulmes est le fils du médecin militaire Louis Sully Jaulmes (1867-1920) et de son épouse née Blanche Ledermann (1878-1939). La famille Jaulmes est issue du village vaunageol de Congénies et comporte de nombreux pasteurs et de nombreux viticulteurs.
Docteur ès sciences physiques, il devient professeur d'analyses et de toxicologie à la Faculté de Pharmacie de Montpellier, où il succède au professeur Jules-Henri Fonzes-Diacon (1868-1935).

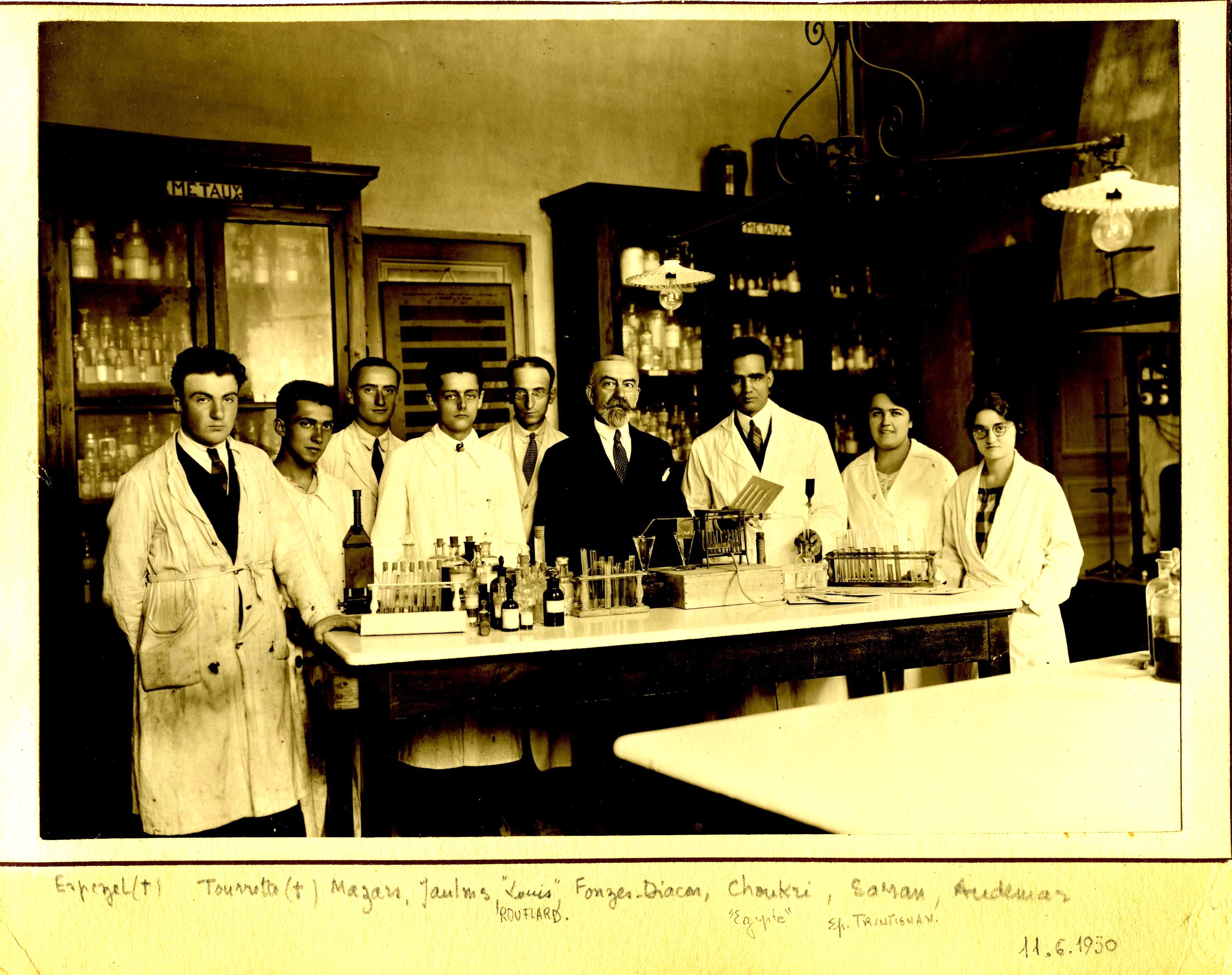
L'équipe du laboratoire de l’Ecole Supérieure de Pharmacie de Montpellier en 1930 autour du professeur Jules-Henri Fonzes-Diacon, dont Paul Jaulmes, 2ème à sa droite.

Tout en enseignant la chimie analytique et la pharmacie, il consacre l'essentiel de ses recherches au vin, notamment :
- les méthodes de mesure de l'acidité volatile des vins ;
- la mesure pycnométrique de la masse volumique, de la densité, et du taux d'alcool ;
- le dosage des divers éléments naturels contenu dans le vin ;
- la présence de métaux toxiques dans le vin apporté par le matériel de vinification (plomb, présent dans les soudures, fluor issu du revêtement des cuves, etc.)[5].

Il étudie en outre les insectes ampélophages, potentiellement dévastateurs des vignobles.
Il est également directeur scientifique du laboratoire d'œnologie du service des substances de l'intendance militaire de Montpellier et président de la commission technique permanente d'œnologie, avec lequel il développe le Codex œnologique adopté en 1970.
Avec le professeur Nègre, professeur d’œnologie de l'École nationale de l'agronomie de Montpellier, il crée le diplôme d'œnologie en 1955, avec l’accord du ministère de l'Agriculture et du ministère de l'Enseignement. Le programme comporte l’ampélographie, la production avec les biotechnologies incluant le contrôle par la qualité et l'analyse du vin et la réglementation. Ce diplôme, qui s'effectue en 3 ans, dont un à la Faculté des sciences de Montpellier et les deux autres années en pharmacie au cours d'un enseignement spécifique, est délivré à la faculté de pharmacie de Montpellier depuis lors. Quatre autres universités l’ont adopté et le délivrent depuis : Bordeaux, Dijon, Reims et Toulouse.
Il est également directeur scientifique du laboratoire d'œnologie du service des subsistances de l'intendance militaire de Montpellier.
En tant que président de la commission technique permanente d’œnologie, il sera à l’origine du Codex œnologique, proposé comme projet en 1962, présenté au cours d'une conférence du Congrès international des pharmaciens à Montpellier, et finalement adopté, avec l’approbation du service central de la répression des fraudes, le 29 octobre 1970.

## Famille
Le 7 mars 1934, Paul Jaulmes épouse Rose Gaussorgues. Leurs deux filles sont Sylvie, née en 1934, docteur es sciences physiques, chercheuse en physique, et France, née en 1936, théologienne protestante connue sous son nom marital de France Quéré, épouse du physicien Yves Quéré.

## Publications
- Paul Jaulmes publie en 1942 L'analyse des vins, réédité en 1951 (éditeur : Librairie Poulain, Montpellier)[5].
- Il fait également paraître un Précis de chimie analytique pour les étudiants en pharmacie (éditeur : Masson & Cie, 1965)[5].
- Il rédige et publie en outre des dizaines de monographies pharmaceutiques portant sur la densité, l'alcoométrie, vins et vinaigres officinaux, acide salicylique, salicylate de soude, salicylate de méthyle, etc.[5],[11].

## Distinctions
- Paul Jaulmes est élu correspondant national de l'Académie de médecine pour la division de pharmacie le 12 février 1957 (jusqu'en 1993)[6].
- Il est membre de l'Académie des sciences et lettres de Montpellier, section sciences, siège XVII, de 1955 à 1989[6],[12].